# 石藥集團
石藥集團有限公司（英語：CSPC Pharmaceutical Group Limited，港交所：1093），前身中國製藥集團有限公司，是河北省一家主要從事藥品生產和銷售的投資控股民營企業。它於1994年6月21日（當時以「中國製藥企業投資有限公司」）在香港交易所主板上市。

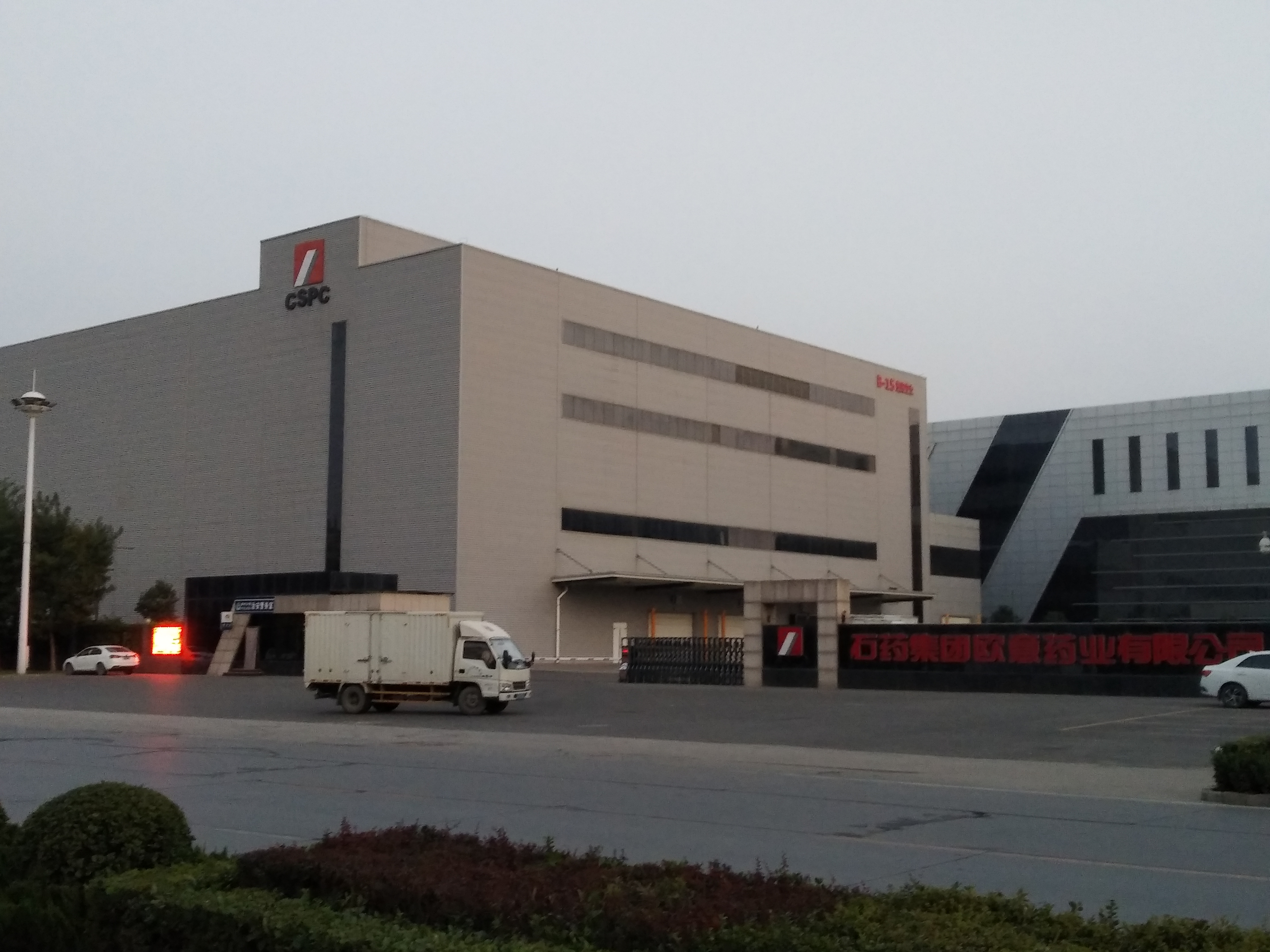
位于石家庄的石药集团

## 股权架构
是石藥集團主要核心公司，也是全球最大原料製造商之一。主要股東為蔡東晨22.89%。
2012年6月27日中國製藥，以作價89.8億元向大股東 MGL收購成藥產銷業務，
其中22.72億元以發行代價股支付，發行價為1.9元，佔已擴大股本約20.45%，另外67.08億則發行零利息的可換股債券，換股價2.15元。
2013年10月10日聯想控股之弘毅投資透過旗下Jinling Investment及Joyful Horizon以每股4.05元分別出售3.62億股及1.38億股。出售股份佔公司已發行股本總額約13.07%。聯想控股旗下卓擇透過其全資附屬公司（即佳領、欣景、中國詩薇製藥有限公司及鼎大集團有限公司）擁有該公司已發行股本總額73.23%之權益。完成後卓擇持股將降至60.16%。

## 历史
在1938年，位於河北省石家莊市創辦河北制药集团（石藥集團前身），主要生產中藥及西成藥產品。到了1994年成功原料藥產品包括維生素C、青霉素G及7-ACA業務分拆在香港上市。
隨著1997年8月21日，由河北制药集团、石家庄一药集团、石家庄二药企业集团、石家庄四药股份强强联合组建的石药集团有限公司正式挂牌运作。
2019年8月20日，石藥集團公布，旗下附屬「石藥百克」已與興盟生物醫藥訂立協議，內容有關興盟生物開發之奧馬珠單抗生物類似藥（SYN008）之授權及商業化。該產品已經在澳大利亞完成生物等效研究，並預期於短期內在中國申請開展III期臨床試驗。
2019年10月21日，石藥集團公布，該公司附屬公司AlaMab Therapeutics已獲得相關倫理委員會及臨床試驗機構批准，並收到政府監管機構的臨床試驗通知確認函，可以在澳洲啓動用於治療急性脊髓損傷的在研新藥Connexin43（Cx43）人源化單克隆抗體（ALMB－0166）首次進入人體的臨床試驗。
2022年4月3日，石药集团在港交所发布公告，集团开发的新型冠状病毒mRNA疫苗“SYS6006”已获国家药品监督管理局批准，可开展于中国的临床研究。该产品对包含Omicron和Delta在内的当前主流突变毒株具有良好的免疫保护效力;通过体液免疫和细胞免疫对机体提供免疫保护，并可产生记忆性B细胞，提供长效保护效力；该疫苗已于2023年3月在中国大陆获批紧急使用，商品名为“度恩泰”，2023年5月开始提供接种。

## 產品
原料藥：維生素C、青霉素G及7-ACA；成藥：不同型號的阿莫西林及頭孢唑鈉。 成藥產品的類型主要為膠囊、片劑及粉針。

## 資料來源
1. ↑  . www.etnet.com.hk.   [2019-08-20]. （原始内容存档于2020-04-02）.
2. ↑  . www.etnet.com.hk.   [2019-10-23]. （原始内容存档于2020-04-02）.
3. ↑  . 每经网. 2022-04-03  [2022-04-09]. （原始内容存档于2022-04-09）.
4. ↑   (PDF). 石药集团. 2023-05-25  [2023-06-11]. （原始内容存档 (PDF)于2023-06-11）. 2023年3月，本集團自主研發含BA.5核心突變位點的新型冠狀病毒變異株mRNA疫苗（商品名：度恩泰）在中國納入緊急使用……5月13日，度恩泰在河北省會石家莊一社區衛生服務中心接種全國首針

- 联想控股成石药集团重组唯一入围者
- 臧胜业：石家庄要擦亮“中国制药”品牌 （页面存档备份，存于）

## 外部連結
- CPG.hk （页面存档备份，存于）
- 官方网站